# Antanas Smetona

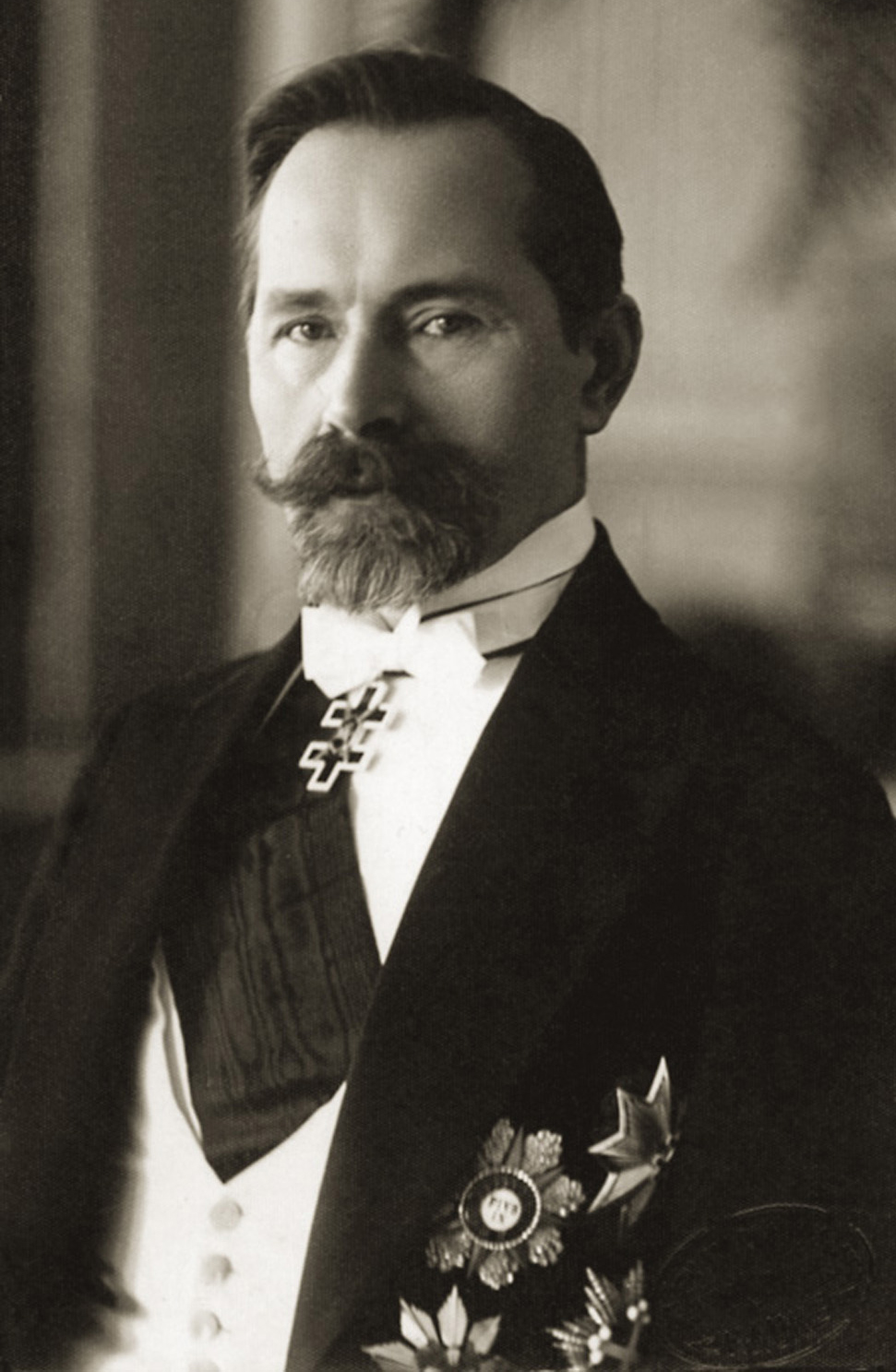
Antanas Smetona

Antanas Smetona (anhörenⓘ) (* 10. August 1874 in Užulėnis, Gouvernement Kowno, Russisches Kaiserreich; † 9. Januar 1944 in Cleveland, Ohio, Vereinigte Staaten) war ein litauischer Staatsmann. Von 1926 bis 1940 amtierte er als erster Präsident der unabhängigen Republik Litauen.

## Herkunft
Antanas Smetona wurde in dem Dorf Užulėnis geboren, das heute zur Gemeinde Lėnas im Rajon Ukmergė gehört. Er besuchte die Academia Petrina in Jelgava (heute Lettland), eines der renommiertesten Gymnasien der Ostseegouvernements. Als Gymnasiast protestierte er dagegen, dass die katholischen Schüler an Gottesdiensten der Russisch-Orthodoxen Kirche teilnehmen mussten. Daraufhin wurde er der Academia Petrina verwiesen und musste auf ein Gymnasium in Sankt Petersburg wechseln. 1897 nahm er das Studium der Rechtswissenschaften in Sankt Petersburg auf. Als Mitglied einer im Untergrund tätigen Studentengruppe verbreitete er litauische Bücher und wurde deshalb kurzzeitig verhaftet. 1902 schloss er sein Studium ab und arbeitete in einer Bank in Vilnius.

## Aufstieg zum Staatschef

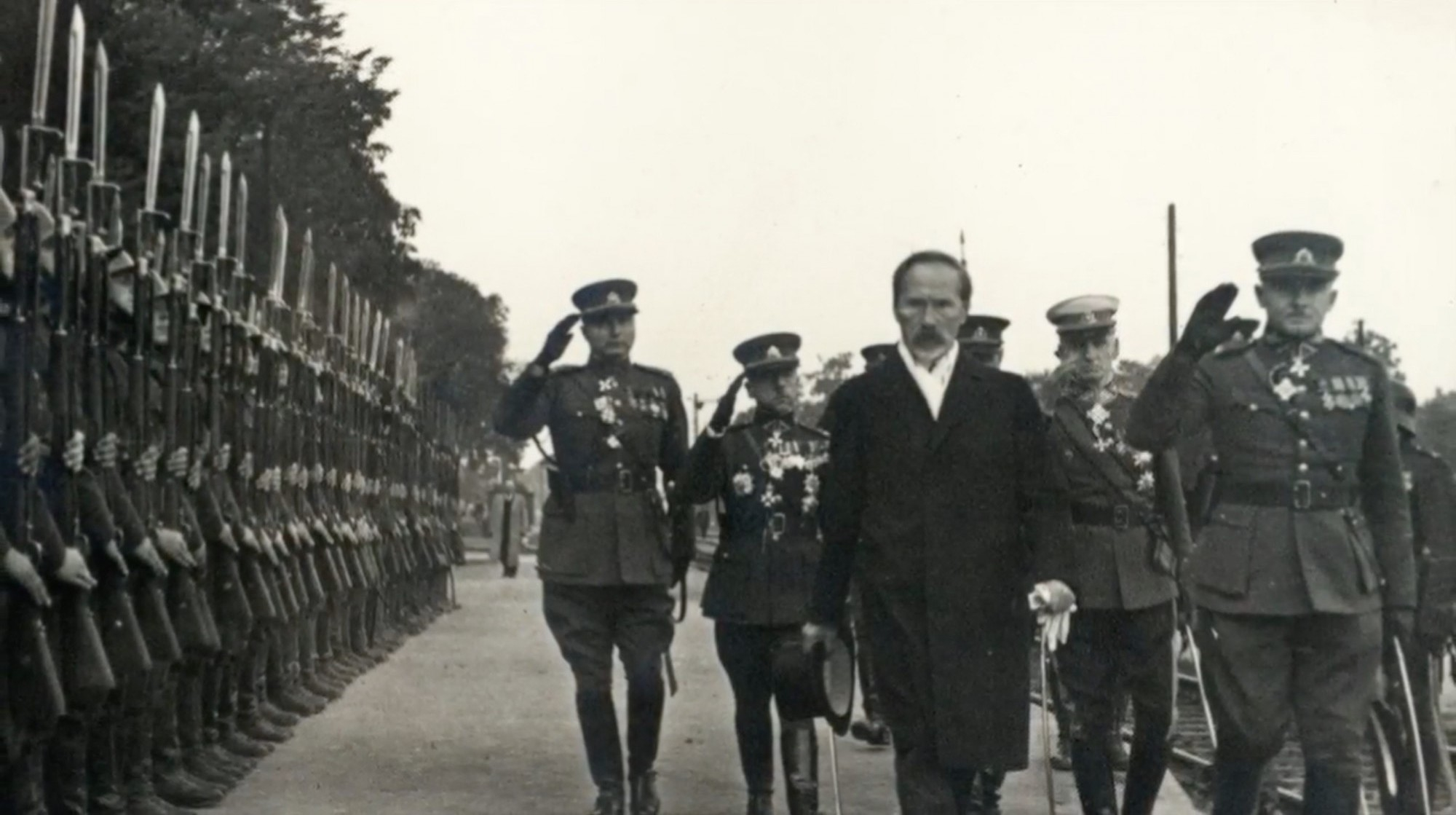
Smetona beim Abschreiten einer Ehrenformation

Im Vilnius der Vorkriegszeit gehörte Antanas Smetona zu den ersten Mitgliedern der Litauischen Demokratischen Partei, in deren Präsidium er gewählt wurde, und die er dann auch im Seimas repräsentierte. Gleichzeitig schrieb er für mehrere litauischsprachige Zeitungen und Verlage und unterrichtete Litauisch in Schulen. In mehreren Publikationen setzte er sich für ein unabhängiges Litauen ein. Er schloss sich der 1917 neu gegründeten Fortschrittspartei des Volkes an und wurde im seit 1915 vom Deutschen Reich besetzten Vilnius einer ihrer wichtigsten Vertreter, zusammen mit Augustinas Voldemaras. Smetona war Mitorganisator der Litauischen Konferenz und Mitglied in deren Präsidium. Gleichzeitig war er Mitglied des Litauischen Rates (der spätere Staatsrat) in Vilnius, dessen Bildung die deutschen Besatzungsbehörden zuließen. Am 16. Februar 1918 gehörte er zu den Unterzeichnern der Unabhängigkeitserklärung Litauens.
Am 4. April 1919 wurde Smetona durch den Staatsrat zum ersten Präsidenten der Republik Litauen ernannt. Am 19. April 1920 gab er dieses Amt an Aleksandras Stulginskis ab, der vom Seimas zum Präsidenten gewählt wurde. Er wurde nicht wieder ins Parlament gewählt, war aber Vorsitzender der Nationalpartei von 1924 bis 1940, arbeitete u. a. als Journalist und ab 1923 als Dozent an der Vytautas-Magnus-Universität Kaunas. Nach der Annexion des Memellandes wurde er dort nach Abzug der Franzosen Kommissar, legte diesen Posten aber bald nieder. Er war ab 1926 Dozent für Kunsttheorie und Geschichte, später für Philosophie. Am 17. Dezember 1926 errichtete Smetona durch einen Militärputsch ein diktatorisches System nach dem Vorbild des italienischen Faschismus. Er bestimmte Augustinas Voldemaras zum Ministerpräsidenten. Am 15. Mai 1928 schaltete Smetona mit Hilfe einer neuen Verfassung das litauische Parlament aus. 1929 setzte Smetona Voldemaras ab und übernahm die Führung des Landes als alleiniger Diktator. 

## Exil und Tod

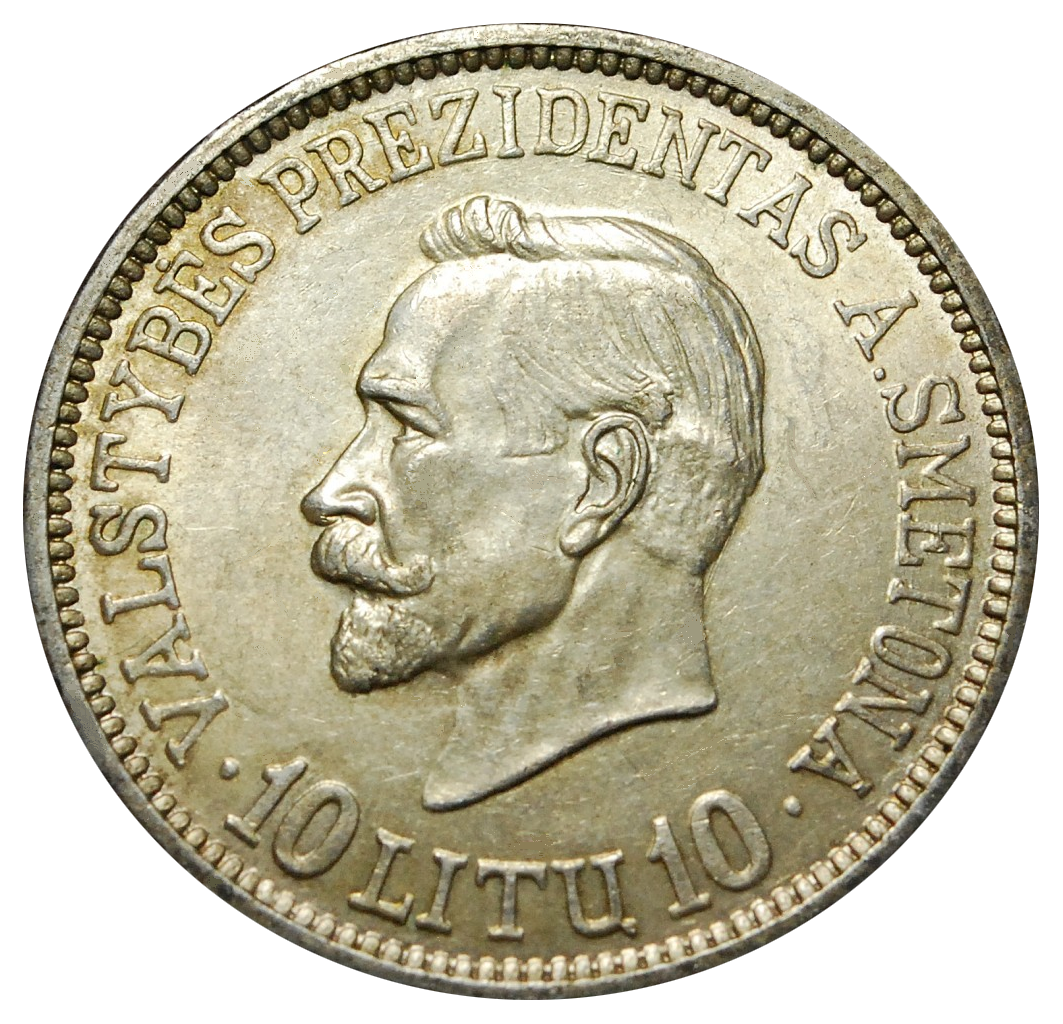
10-Litas-Münze mit Bildnis von Smetona (1938)

Im Sommer 1940 stellte die UdSSR unter Josef Stalin ein Ultimatum an Litauen. Smetona fand mit seinem Vorschlag des bewaffneten Widerstandes keine Mehrheit. Er übertrug seine Aufgaben am 15. Juni 1940 dem Premierminister Antanas Merkys und floh mit seiner Frau, seinem Sohn, seiner Tochter, deren Ehepartnern und deren Kindern nach Deutschland, später in die Schweiz und die USA. Merkys gab sein Amt zwei Tage später unter sowjetischem Druck an den UdSSR-treuen Justas Paleckis weiter. Smetona war der einzige der drei baltischen Staatschefs, der ins Ausland flüchtete. In den USA schrieb Smetona an einer ausführlichen Geschichte Litauens, die er jedoch nicht beenden konnte, da er am 9. Januar 1944 bei einem Brand auf dem Anwesen seines Sohnes in Cleveland (Ohio) starb.

## Auszeichnungen
- 1931: Orden des Weißen Löwen,  1. Stufe (Tschechoslowakei)[6]
- 1927: Großkreuz des Päpstlichen Piusordens[7]